# Katarrama
Katarrama es una banda española formada en 1999 en Barcelona (Cataluña). Practican metal radical con canciones cantadas, tanto en catalán, como en castellano con un fuerte contenido político.
La banda se fundó con Oriol Iglesias (batería), Albert Iglesias (guitarra), Lluís Sendra (voces), Alex Centeno(guitarras), Moi Barber (bajo) grabando una primera maqueta que ya incluía una versión de uno de sus himnos más aclamados 41 bales, que habla del asesinato racial que Amadou Diallo sufrió en manos de policía norteamericana. Esta canción está incluida en el segundo volumen del disco recopilatorio Cultura de Resistència
Con la marcha de Alex y Moi, el bajista Albert Godayol llega y se une a la banda para registrar su primer disco de estudio que lleva el mismo nombre del grupo Katarrama Stuma (2002) editado por la discográfica El Lokal y disponible en Enderrock. Las letras de Katarrama Stuma están en Viasona
El 2005 graban su segundo disco de estudio En silenci... (Contra Records - Bé Negre) con más canciones cantadas en catalán y con un sonido más sofisticado. Este nuevo trabajo fue grabado, mezclado y producido por David Rosell (Brams, Mesclat, Dept., Aramateix) en los estudios Can Pardaler de Taradell. Masterizado por Michael Schwabbe en los estudios Monoposto de Düsseldorf. Colaboran en el disco el trombonista Xato (Dr. Calypso), el cantante Pau Llonch (At-versaris), el poeta Jordi Bilbeny, el PD Txeff Pills y David Rosell. Hay algunas críticas del disco en revistas locales. Las letras del disco En silenci..., también, están en Viasona
El 2006, el cantante Lluís Sendra deja el grupo para dedicarse a Reclam, su empresa de Management, siendo reemplazado por Carles Angla. Carles Angla, también conocido como Xarly, llega cargado con un puñado de letras, que ayudan a formar el tercer disco de estudio Kada verS (2009), grabado, mezclado y producido por David Rosell de la misma manera que el anterior disco. Esta vez, las colaboraciones son del trombonista Xato, el mismo David Rosell en las voces, trompeta, guitarras, Joan Sánchez a las guitarras y Jordi Bilbeny en el poema de la parte posterior del disco. El disco incluye una versión de la canción “Jo hi sóc si tu vols ser-hi” del cantautor y músico Lluís Llach. Hay algunas críticas del disco en revistas locales y en la red. Las letras de Kada verS, también, se encuentran en Viasona, así como también entrevistas en radio y televisión.
A finales del 2009, Katarrama graba su primer videoclip promocional para la canción 'No és pessimisme'. 
A principios del 2010, Katarrama presenta su espectáculo Kada verS en directo en Avinyó, audiovisuales y registro a cargo de Psicovisio, y en Barcelona. En estos momentos se encuentran sumidos en el local, preparando su retorno a los escenarios. Desde su formación, han tocado en todos los sitios dónde les han dejado, tocando en Cataluña, Euskadi e Irlanda.

## Miembros
| Miembros actuales - Carles Angla – voz principal (2008–presente) - Oriol Iglesias – batería, percusión, coros (1999–presente) - Albert Iglesias – guitarra (1999–presente) - Albert Godayol – bajo (2001–presente) | Colaboradores - Joan Sánchez Gallardo – guitarras (2004–present) - Xato (Dr. Calypso) – trombones (2005–present) - Alberto Gutiérrez – guitarra (2003–2008) - Roger Díaz – guitarra (2004–2006) | Miembros fundadores - Lluís Sendra – voz (1999-2007) - Alex Centeno – guitarra (1999–2001) - Moi Barber – bajo (1999–2000) |

## Discografía

### Discos de estudio
- Katarrama Stuma (2002)
- En silenci... (2005)
- Kada verS (2009)